# Earthworm Tractors
Pour plus de détails, voir Fiche technique et Distribution.
Earthworm Tractors est un film américain réalisé par Ray Enright, sorti en 1936.
Le film est basé sur les personnages d'une série populaire parue dans le Saturday Evening Post à partir de 1927, créée par un ancien employé de l'entreprise Caterpillar Inc.. Une partie du tournage a été réalisée dans l'usine de Peoria, où a eu lieu aussi la première projection du film.

## Synopsis
Alexander Botts est un vendeur de gadgets qui tombe amoureux d'une jeune femme. Pour essayer de gagner son cœur, il se fait engager dans l'entreprise Earthworm Tractor Company qui vend des tracteurs.

## Fiche technique
- Titre : Earthworm Tractors
- Réalisation : Ray Enright
- Scénario : Richard Macaulay, Joe Traub et Hugh Cummings d'après une histoire de William Hazlett Upson (en)
- Photographie : Arthur L. Todd
- Montage : Doug Gould
- Musique : Howard Jackson
- Société de production : First National Pictures et Warner Bros.
- Société de distribution : Warner Bros.
- Lieu de tournage : Illinois
- Genre : Comédie
- Durée : 69 minutes
- Dates de sortie:
  - États-Unis : 24 juillet 1936

## Distribution

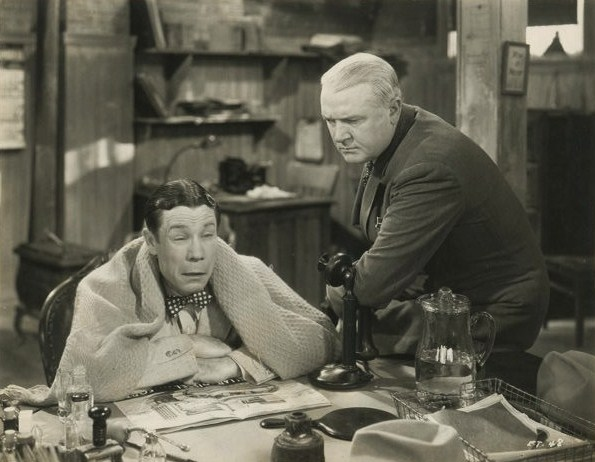
Joe E. Brown et Joseph Crehan dans une scène du film

- Joe E. Brown : Alexander Botts
- June Travis : Mabel Johnson
- Guy Kibbee : Sam Johnson
- Dick Foran : Emmet McManus
- Carol Hughes : Sally Blair
- Gene Lockhart : George Healey
- Olin Howland : Mr. Blair
- Joseph Crehan : Mr. Henderson
- Charles C. Wilson : H.J. Russell
- William B. Davidson : Mr. Jackson
- Irving Bacon : chauffeur de taxi
- Stuart Holmes : le docteur